# لینکلن (فیلم ۲۰۱۲)
لینکلن (انگلیسی: Lincoln) فیلمی آمریکایی در ژانر درام تاریخی زندگی‌نامه‌ای به کارگردانی و تهیه‌کنندگی استیون اسپیلبرگ است که در سال ۲۰۱۲ منتشر شد. فیلم‌نامهٔ این فیلم را تونی کوشنر بر پایهٔ کتاب ۲۰۰۵ تیم رقبا اثر دوریس کیرنس گودوین به رشتهٔ تحریر درآورده است. فیلم بر ۴ ماه پایانی زندگی آبراهام لینکلن متمرکز است و تلاش‌های او، برای به تصویب رساندن سیزدهمین اصلاحیهٔ قانون اساسی ایالات متحدهٔ آمریکا توسط مجلس نمایندگان را به تصویر می‌کشد. به دنبال این اصلاحیه برده‌داری در آمریکا ممنوع شد. دنیل دی-لوئیس نقش اصلی رئیس‌جمهور ایالات متحده، آبراهام لینکلن را ایفا می‌کند و سالی فیلد، دیوید استراترن، جوزف گوردون لویت، جیمز اسپیدر، هال هالبروک و تامی لی جونز از دیگر بازیگران فیلم هستند.
تهیه‌کنندگی این فیلم بر عهدهٔ اسپیلبرگ و همکارش تونی کوشنر بوده و آن را از طریق شرکت تولیدی امبلین انترتینمنت و کندی/مارشال کمپانی ساخته‌اند. فیلم‌برداری در اکتبر ۲۰۱۱ آغاز شد و در دسامبر همان سال به پایان رسید. لینکلن در ۸ اکتبر ۲۰۱۲ در جشنوارۀ فیلم نیویورک به نمایش درآمد و در ۹ نوامبر ۲۰۱۲ در آمریکای شمالی اکران شد. این فیلم با نقدهای مثبت منتقدان همراه بود و در زمینهٔ نقش‌آفرینی بازیگران به‌ویژه دی-لوئیس، کارگردانی و عوامل فنی تحسین شد. این فیلم نامزد دریافت هفت جایزهٔ گلدن گلوب و ۱۲ جایزهٔ اسکار شده بود. دی-لوئیس موفق به کسب این دو جایزه در رشتهٔ بهترین بازیگر نقش اول مرد شد. این فیلم همچنین با موفقیت تجاری همراه بود و بیش از ۲۷۵ میلیون دلار در گیشه فروش کرد.

## بازیگران
- دنیل دی-لوئیس در نقش آبراهام لینکلن
- سالی فیلد در نقش مری تاد لینکلن
- دیوید استراترن در نقش ویلیام اچ. سیوارد
- جوزف گوردون لویت در نقش رابرت تاد لینکلن
- جیمز اسپیدر
- هال هالبروک
- تامی لی جونز

## جوایز و افتخارات
در هشتاد و پنجمین دوره جوایز اسکار فیلم لینکلن نامزد دریافت ۱۲ جایزه اسکار از جمله جایزه اسکار بهترین فیلم، بهترین کارگردانی، بازیگر نقش اول مرد، نقش مکمل زن، نقش مکمل مرد شد، ولی در نهایت موفق به دریافت دو اسکار بهترین بازیگر نقش اول مرد (دنیل دی لوییس) و بهترین کارگردانی هنری گردید.